# Husum-Ballum
Husum-Ballum ist ein Ort mit 295 Einwohnern (1. Januar 2023) im Westen der süddänischen Tønder Kommune nahe der Nordseeküste. Husum-Ballum liegt (Luftlinie) etwa 11 km südwestlich von Skærbæk, 18,5 km westlich von Løgumkloster und 19,5 km nordwestlich von Tønder im Ballum Sogn.

## Geschichte
Das Dorf wurde bereits 1484 erwähnt. Es existieren noch Häuser aus dem 19. Jahrhundert, welche typisch für das damalige Zeitalter aufgebaut sind. Um 1900 entwickelte sich Husum-Ballum entlang des in Ost-West-Richtung verlaufenden Byvej. 1911 wurde ein Versammlungshaus gebaut, aus dieser Zeit stammen auch ein Missionshaus sowie eine Schule. Der Ort ist mit dem westlich gelegenen Bådsbøl-Ballum zusammengewachsen.

## Sehenswürdigkeiten
Im Juni 1923 wurde im Ort ein Wiedervereinigungsstein (dän. Genforeningssten) aufgestellt. Er erinnert an die Wiedervereinigung Nordschleswigs mit Dänemark im Jahre 1920.